# Нигматуллина, Фира Гарифовна
Фира Гарифовна Нигматуллина (31 марта 1933 года — 21 февраля 2001 года) — доярка Сакмарской фермы Суванякского совхоза Баймакского района. Герой Социалистического Труда. Депутат Верховного Совета СССР восьмого созыва (1970—1974).

## Биография
Родилась 31 марта 1933 года в д. Нижняя Бетеря Баймакского района Башкирской АССР.
В 1944 году семья Нигматуллиных переехала из Второго Лесозавода Башкирской АССР в деревню Сакмар для работы на ферме Суванякского совхоза. Дояркой была мать, затем её примеру последовали трое её старших дочерей.
Трудиться начала в 1949 г. рабочей Сакмарской фермы Суванякского совхоза Баймакского района. В 1953—1958 гг. — доярка, в 1958—1961 гг. — телятница этой же фермы. В 1961 г. перешла работать дояркой. В 1966 г. от каждой закреплённой коровы получила по 3700 килограммов молока, в 1967 г. — по 4046, в 1968 г. — по 3350, в 1969 г. — по 4057 и первой в районе преодолела 4000-й рубеж по надою молока от каждой коровы.
Результаты девятой пятилетки (1971—1975) ярко характеризуют высокоэффективный труд доярки: в 1971 г. Ф. Г. Нигматуллина получила 4024 килограмма молока от каждой коровы, а в 1972 г. — 4085. В следующем году передала свою высокоудойную группу другой доярке, сама же приняла первотёлок. Умело раздоив их, снова добилась большого трудового успеха — получила 3726 килограммов молока от каждой коровы. В 1975 г. надои выросли до 3763 килограммов. В начале 1976 г. передовая доярка ежедневно надаивала от каждой коровы по 11 килограммов молока.
За выдающиеся успехи, достигнутые во Всесоюзном социалистическом соревновании и проявленную трудовую доблесть в выполнении заданий девятой пятилетки и принятых обязательств по увеличению производства и продажи государству продуктов животноводства, Указом Президиума Верховного Совета СССР от 10 марта 1976 г. Ф. Г. Нигматуллиной присвоено звание Героя Социалистического Труда.
До ухода на пенсию в 1988 г. продолжала работать дояркой Сакмарской фермы Баймакского района.
Депутат Верховного Совета СССР восьмого созыва (1970—1974).
Умерла 21 февраля 2001 года.

### Семья
Старший сын Камил проработал долгие годы учителем. Младший сын Азамат — в предпенсионном возрасте, по профессии агроном. Он прославился как опытный организатор сельскохозяйственного производства.

## Награды
- Герой Социалистического Труда (1976)
- Награждена орденами Ленина (1966, 1976), золотой медалью ВДНХ СССР, знаками «Отличник социалистического соревнования».
- Мастер-животновод первого класса (1970)

## Память
В целях увековечения памяти Ф. Г. Нигматуллиной её именем названы улицы в деревне Сакмар и городе Баймак.
На её доме установлена мемориальная доска.